# Sanders (Kentucky)
Sanders és una població dels Estats Units a l'estat de Kentucky. Segons el cens del 2000 tenia 246 habitants.

## Demografia
Segons el cens del 2000, Sanders tenia 246 habitants, 78 habitatges, i 51 famílies. La densitat de població era de 306,4 habitants/km².
Dels 78 habitatges en un 32,1% hi vivien nens de menys de 18 anys, en un 48,7% hi vivien parelles casades, en un 5,1% dones solteres, i en un 34,6% no eren unitats familiars. En el 25,6% dels habitatges hi vivien persones soles el 5,1% de les quals corresponia a persones de 65 anys o més que vivien soles. El nombre mitjà de persones vivint en cada habitatge era de 2,63 i el nombre mitjà de persones que vivien en cada família era de 3,14.
Per edats la població es repartia de la següent manera: un 22,4% tenia menys de 18 anys, un 8,1% entre 18 i 24, un 30,9% entre 25 i 44, un 28,5% de 45 a 60 i un 10,2% 65 anys o més.
L'edat mediana era de 40 anys. Per cada 100 dones de 18 o més anys hi havia 172,9 homes.
La renda mediana per habitatge era de 36.146 $ i la renda mediana per família de 37.708 $. Els homes tenien una renda mediana de 28.250 $ mentre que les dones 27.917 $. La renda per capita de la població era d'11.230 $. Cap de les famílies i el 26,7% de la població estaven per davall del llindar de pobresa.

## Poblacions més properes
El següent diagrama mostra les poblacions més properes.